# Michael Dante DiMartino

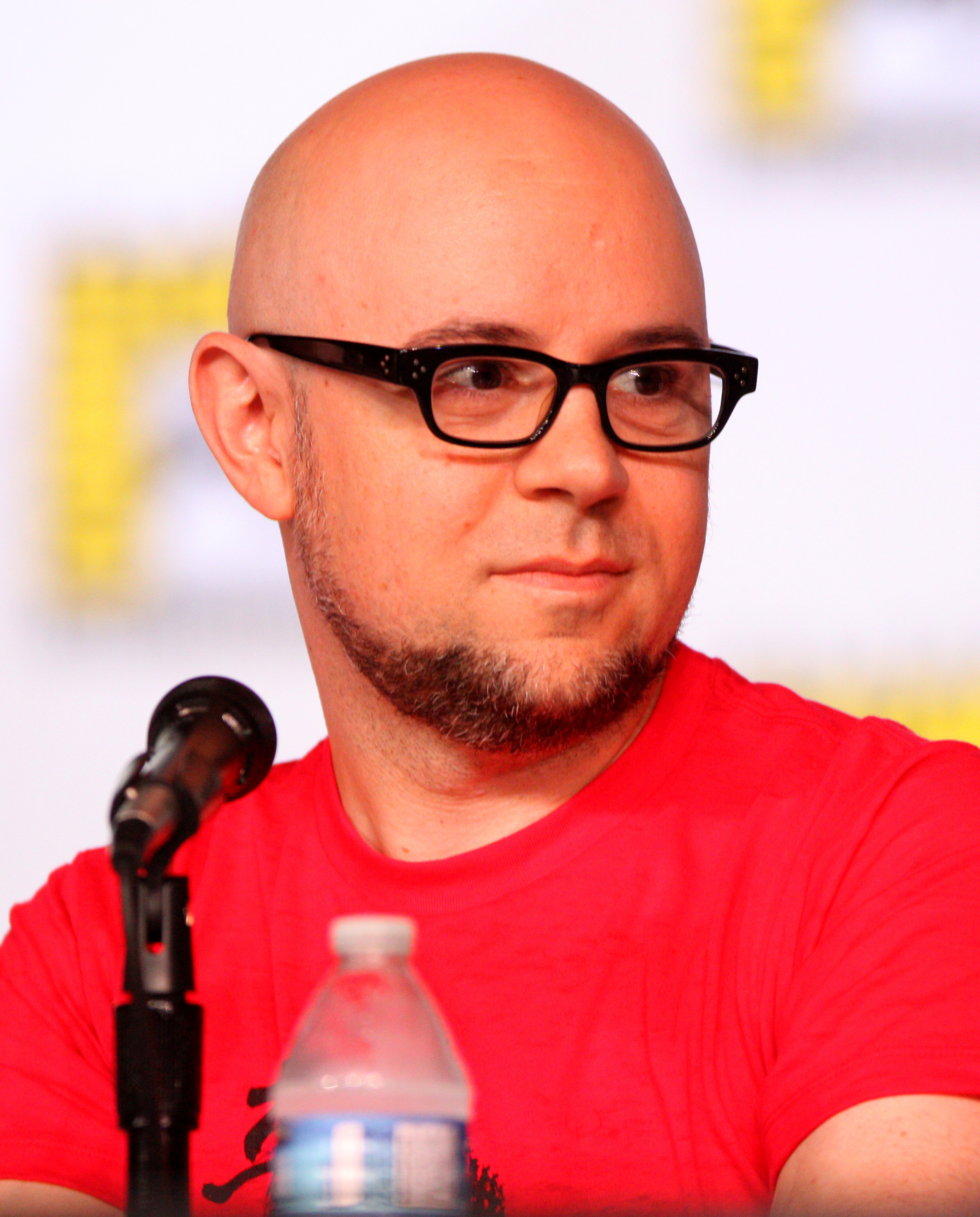
DiMartino em 2012 na San Diego Comic-Con International

Michael Dante DiMartino é um diretor e roteirista de animação e escritor literário, autor de Rebel-Genius. É conhecido mundialmente por ser um dos criadores da série animada  Avatar: A Lenda de Aang e Avatar: A Lenda de Korra. junto com Bryan Konietzko.

## Avatar: A Lenda de Aang
Criador de um dos desenhos animados mais bem sucedidos da Nickelodeon, se não o mais sucedido! Michael e Bryan fizeram o primeiro desenho adulto do estilo, em um universo imenso e realista, onde politica é a base de todo o enredo! A primeira temporada de Avatar rendeu um filme, dirigido por um diretor aclamado do cinema o qual se tornou alvo de fortes criticas em todo mundo por ter feito o 'pior filme de todos os tempos' (como todos os fãs desse universo intitulam!) e também considerado pelos criadores algo que não faz parte desse universo que criaram!... A Lenda de Korra é uma continuação de Aang, após a sua era!

## História
Michael Dante DiMartino começou seu treinamento na Escola de Design, Rhode Island, onde se graduou em 1996 com um bacharel da Belas Artes com diploma em Departamento de Filme e Animação. Depois de se mudar para Los Angeles, ele pegou um emprego como diretor em Film Roman onde ele trabalhou por seis anos nos seriados animados como: King of the Hill, Family Guy, e Mission Hill. Durante a sua ocupação em Film Roman, DiMartino animou e dirigiu o curto filme animado “Atomic Love” que foi as telonas nos festivais através do país, incluindo Sundance, e Festival de Filmes de Los Angeles no Canal Nicktoons. DiMartino é co-criador e produtor executivo dá série animada Avatar: The Last Airbender e trabalhou na sequência chamada The Legend Of Korra. A série estreou em 14 de abril de 2012, com 12 episódios para o primeiro livro "Ar" e 14 episódios para o segundo livro "Espíritos",que estreou dia 13 de setembro de 2013 com 2,60 milhões de espectadores nos EUA. Depois dessa grande Audiência com o apoio dos fãs, A Nickelodeon encomendou mais 26 episódios divididos em dois livros de 13 episódios cada, Terceiro livro "Mudança" e quarto livro "Equilíbrio"